# Unteres Hart
Unteres Hart ist ein Gemeindeteil der Stadt Bad Wörishofen im schwäbischen Landkreis Unterallgäu.
Das Dorf etwa ein Kilometer nördlich des Hauptortes.
Der Ortsname ist schon im Jahr 1316 als Flurname belegt. Bei der Volkszählung am 16. Juni 1925 ist der Ort als Weiler mit 22 Einwohnern und Gemeindeteil von Wörishofen aufgeführt. Er ist heute ein räumlich von der Stadt abgegrenztes, fast ausschließlich von Gewerbebauten geprägtes Mischgebiet mit 20 Einwohnern. Am Westrand des Unteren Harts liegt die Therme Bad Wörishofen.